# Itziar Castro
Itziar Castro Rivadulla (Pallejá, 14 de fevereiro de 1977 - Lloret de Mar, 8 de dezembro de 2023), conhecida como Itziar Castro, foi uma actriz espanhola reconhecida principalmente pelo seu papel na série televisiva Vis a vis ou ainda pela sua performance nos filmes Campeones e Pieles. Foi nomeada nos Prêmios Goya para o Prémio de Melhor Actriz Revelação.

## Biografia
Nasceu em Pallejá em 1977.
Começou a sua carreira profissional em 2002, quando participou na longa-metragem Noche de fiesta. Posteriormente, participou em ficções tanto para o pequeno e o grande ecrã, destacando-se pelas suas participações em El cor de la ciutat ou Algo que celebrar na televisão e nos filmes Blancanieves ou La sexta alumna no cinema. Em 2017 integrou o elenco principal do filme Pieles, dirigido por Eduardo Casanova, sendo nomeada aos Prémios Goya na categoria de Melhor Actriz Revelação e vencedora do Prémio Unión de Actores Y Actrices na mesma categoria.

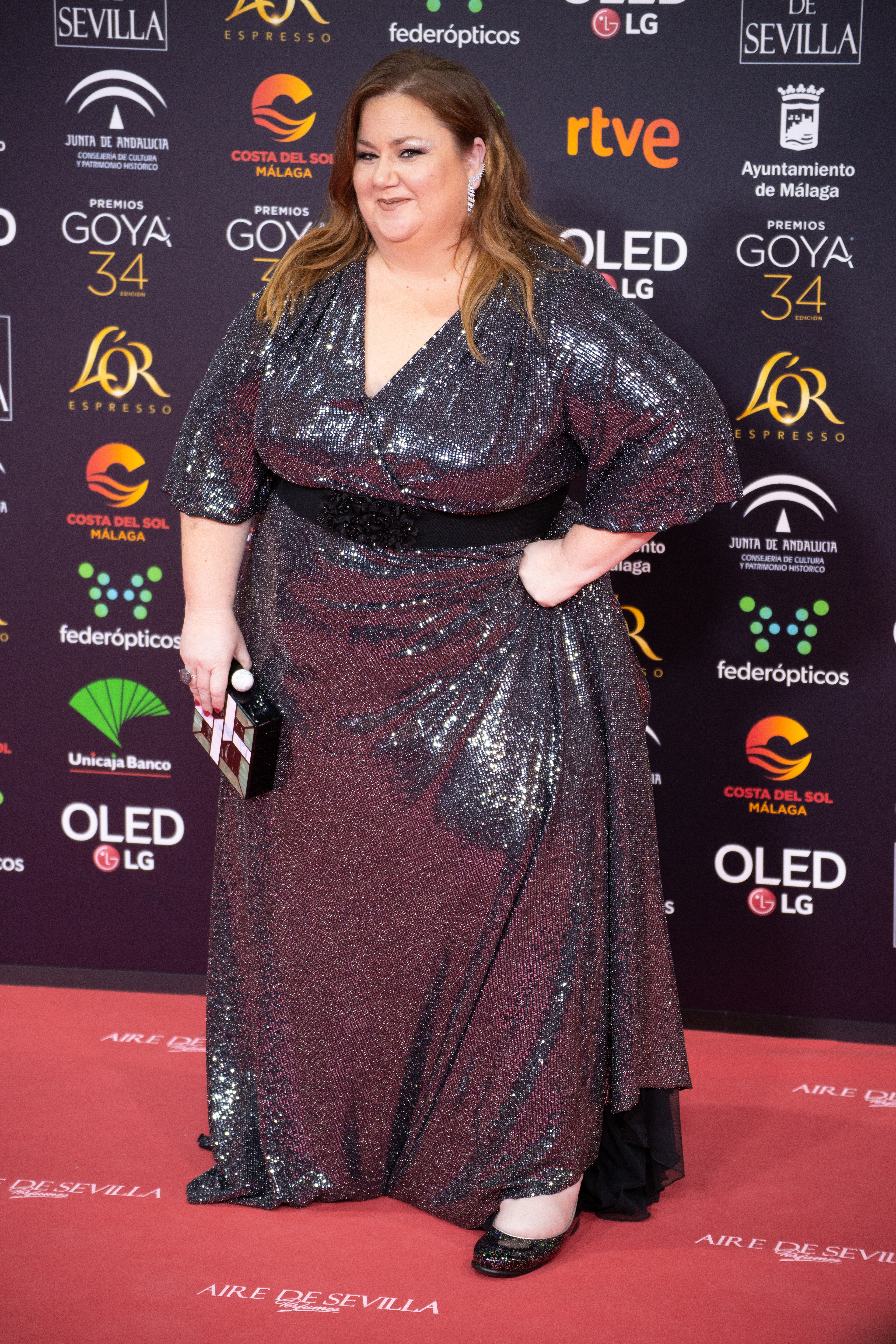
Itziar Castro nos Premios Goya 2020

Em 2018, fez parte do elenco principal da série espanhola Vis a vis, dando vida à personagem Goya Fernández, papel pelo que recebeu maior relevância a nível não só televisivo, como internacional. Durante o mesmo período, participou nas longas-metragens Matar a Dios e Campeones, e fez uma aparição especial na segunda temporada de Paquita Salas, onde interpretou a dirigente do Festival de Tarazona.
Em julho de 2018, foi professora de interpretação da academia da Operación Triunfo de 2018, substituindo Javier Ambrossi e Javier Calvo. Em finais de outubro, a actriz abandonou o programa, devido a uma decisão tomada unilateralmente pela direcção e produção do programa.

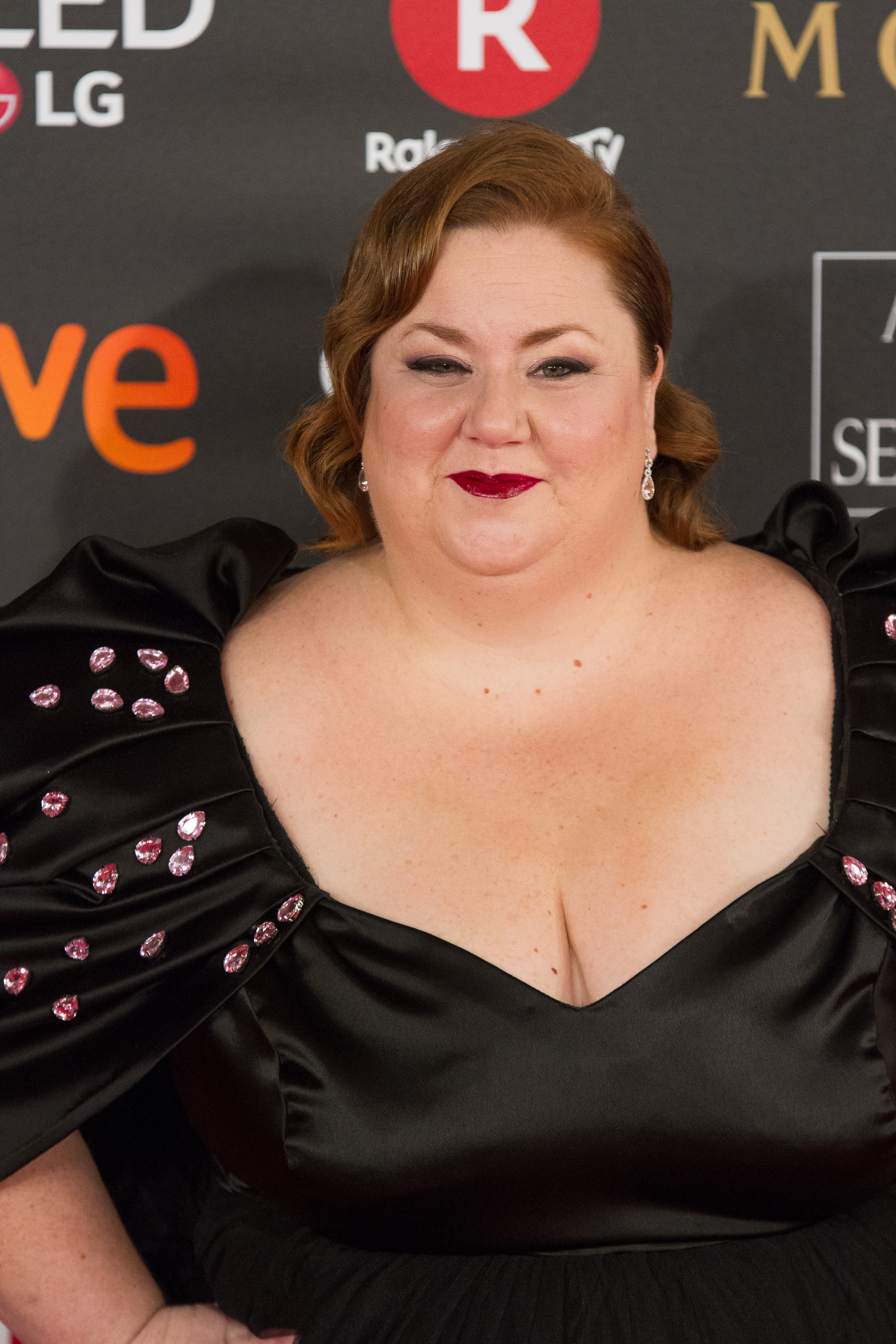
Itziar Castro nos Premios Goya 2018

Em 2019 participou nos filmes El cerro de los deuses de Daniel M. Caneiro e ¿Qué te juegas? de Inés de León.
No ano seguinte, participou com uma pequena personagem no filme de Woody Allen Rifkin's Festival, protagonizou a série da Fox España (actual Star Channel España) Vis a vis: El Oasis, desempenhou um papel recorrente na série de HBO España Por H ou por B, e foi uma das protagonistas de Historias lamentables, de Javier Fesser para a Amazon Prime Video. Em dezembro de 2020 anunciou que iria ser a personagem principal da primeira série musical da Netflix em Espanha, Érase una vez... pero ya no, dirigida por Manolo Caro.
Em janeiro de 2022, gravou com Sebastián Yatra um videoclip que participou em Melancólicos anónimos.

### Activismo
Era também reconhecida pelo seu activismo LGBT, recebendo em 2019 um Prêmio Plumas da Federação Estatal de Lésbicas, Gays, Trans e Bisexuais (FELGTB) pelo seu apoio ao coletivo.
Em 2021, apresentou o seu livro de poesia lésbica Com el corazón por delante, com cariz autobiográfico, e foi a protagonista da edição Especial Diversidade dedicada ao lesbianismo pela revista Vanity Fair.
Em abril de 2020 surpreendeu o público ao publicar um nu integral artístico na sua conta de Twitter, fotografia essa que recreava uma pintura do artista Fernando Botero. Através de comentário de um seguidor, a atriz soube que padecia de lipedema, uma doença degenerativa que não lhe tinha sido previamente diagnosticada. Consciente da sua imagem, definia-se como uma pessoa gorda no meio de um panorama escénico de corpos normativos.
Proclamava-se como uma mulher lésbica, feminista e de esquerda. Também se manifestou partidária de fazer um referendo sobre a independência de Cataluña.

### Morte
Faleceu na madrugada do dia 8 de dezembro de 2023, em consequência de uma paragem cardíaca enquanto ensaiava uma cena de um espectáculo natalício em Lloret de Mar.

## Reconhecimentos
Em janeiro de 2024, a título póstumo, o Ministério de Cultura outorgou-lhe a Medalha de Ouro ao Mérito nas Belas Artes.

## Filmografia

### Cinema

#### Longa-metragens

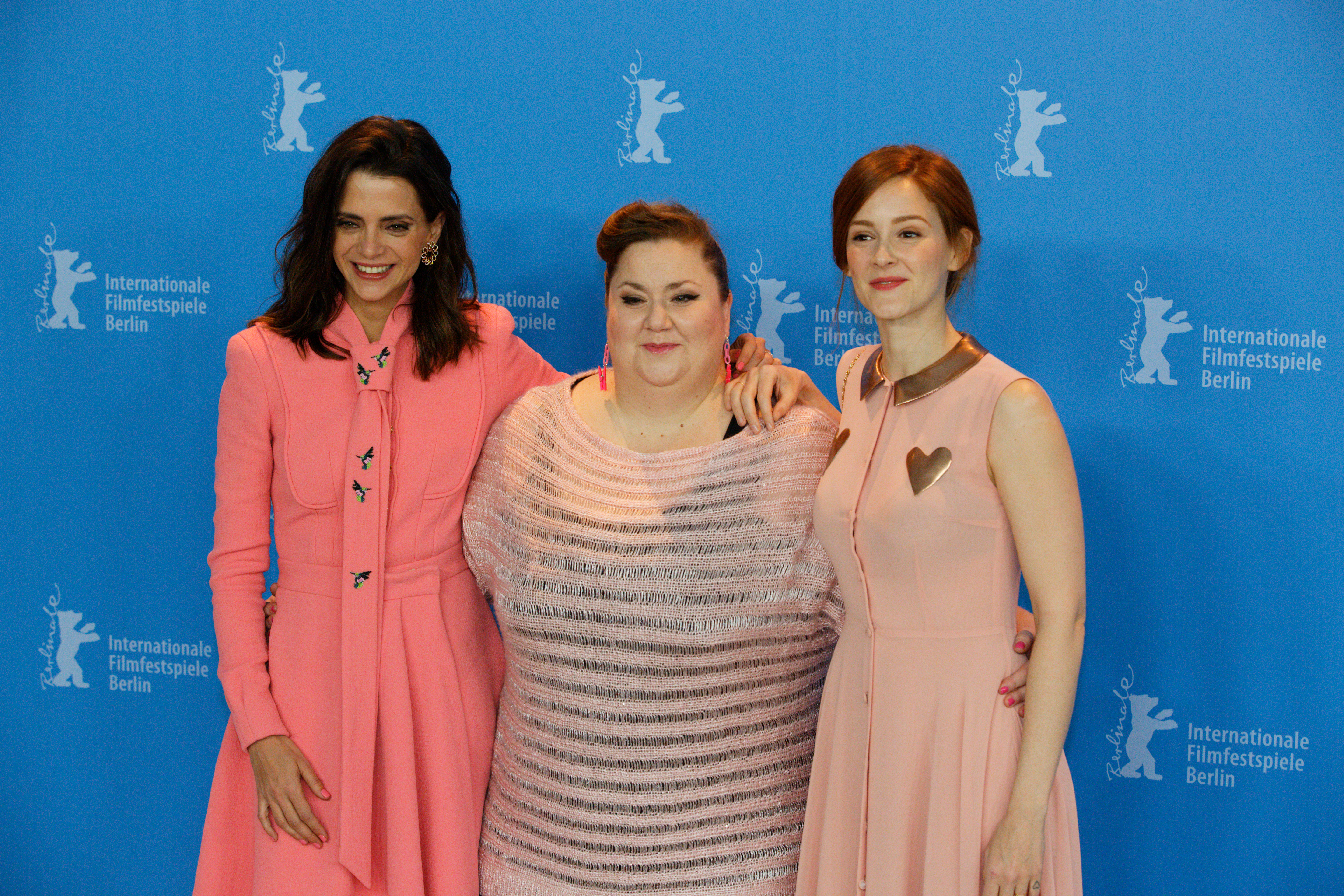
Macarena Gómez, Itziar Castro e Ana Polvorosa no festival Berlinale 2017

| Ano  | Título                                   | Personagem         | Realizador                                         |
| ---- | ---------------------------------------- | ------------------ | -------------------------------------------------- |
| 2002 | Noche de fiesta                          | Extra              | Xavi Puebla                                        |
| 2004 | Inconscientes                            | Ama de cría        | Joaquín Oristrell                                  |
| 2004 | Las maletas de Tulse Luper 3             | Frances Cotumely   | Peter Greenaway                                    |
| 2008 | Pretextos                                | Enfermera          | Sílvia Munt                                        |
| 2008 | Sing for Darfur                          | Mujer              | Johan Kramer                                       |
| 2010 | El gran Vázquez                          | Vendedora Wi-Fi    | Óscar Aibar                                        |
| 2011 | Águila Roja: la película                 | Criada             | José Ramón Ayerra                                  |
| 2012 | [•REC]³: Génesis                         | Señora con Pamela  | Paco Plaza                                         |
| 2012 | Blancanieves                             | Tocinillo de cielo | Pablo Berger                                       |
| 2013 | Las brujas de Zugarramurdi               | Bruja 3D           | Álex de la Iglesia                                 |
| 2015 | Transeúntes                              | Mujer              | Luis Aller                                         |
| 2016 | La sexta alumna                          | Anita              | Benja de la Rosa                                   |
| 2017 | Pieles                                   | Itziar             | Eduardo Casanova                                   |
| 2017 | Matar a Dios                             | Ana                | Caye Casas y Albert Pintó                          |
| 2018 | Campeones                                | Madre de Jesús     | Javier Fesser                                      |
| 2018 | Escape from Marwin                       | Hermana de Ben     | Jordi Castejón                                     |
| 2019 | El cerro de los dioses                   | Ella misma         | Daniel M. Caneiro                                  |
| 2019 | ¿Qué te juegas?                          | Rosita             | Inés de León                                       |
| 2020 | Rifkin's Festival                        | Mujer en el jardín | Woody Allen                                        |
| 2020 | Asylum: Twisted Horror and Fantasy Tales | Mujer              | Nicolás Onetti                                     |
| 2020 | La vampira de Barcelona                  | Mujer barbuda      | Lluís Danés                                        |
| 2020 | Historias lamentables                    | Ingrid Müller      | Javier Fesser                                      |
| 2021 | ¡A todo tren! Destino Asturias           | Granjera asturiana | Santiago Segura                                    |
| 2022 | La mesita del comedor                    | Amiga súper        | Caye Casas                                         |
| 2023 | Campeonex                                | Madre de Jesús     | Javier Fesser                                      |
| 2024 | Lo carga el diablo                       | Sra. Bermúdez      | Guillermo Polo                                     |
| 2024 | Queen Bee                                | Queen Bee          | Denisse Arancibia Flores                           |
| 2024 | Matria                                   |                    | Sandra Arriagada                                   |
| 2024 | El pati i la lluna                       |                    | Santiago Lapeira                                   |
| 2024 | 28                                       |                    | Sandra Arriagada, Lisi Kieling, Gigi Saul Guerrero |

#### Curta-metragens
- Charlie (Dir. Joshua Zamrycki e Wil Röttgen, 2008), Fat Woman.
- Reality (Dir. Kim Gázquez, 2008), Marta Botero.
- Gente cerca (Dir. Sergio Colmenar, 2013), Dolors.
- Eat my shit (Dir. Eduardo Casanova, 2015), camarera.
- La verdad (Dir. Adrián Morais, 2015), vizinha.
- Sobreático 3ª (Dir. Luis Corina, 2017), Sara.
- RIP (Dir. Caye Casas e Albert Pintou, 2017), mulher.
- Ecuánime (Dir. Hugo Cobo, 2018), Lola.
- Hiperion (Dir. Rubén Jiménez Sanz, 2018), Mysterious Woman.
- Los Bermejo (Dir. Jose Fernández-Ark, 2018), Carmen.
- Desaliento (Dir. Pinky Alonso, 2018), papel principal.
- La Colleja (Dir. Sergio Morcillo, 2019), Lola.
- Habitat (Dir. Jaime Calachi, 2021), Brenda.
- No Nos Callarán! (Dir. Sophie Veneza Reis, 2021), Manuela Gómez.
- La Soledad (Dir. Itziar Castro, 2022), Itziar.
- L@ Cita (Dir. Itziar Castro, 2023), Itziar.

### Televisão

#### Séries
| Ano         | Título                        | Canal       | Personagem              | Notas            |
| ----------- | ----------------------------- | ----------- | ----------------------- | ---------------- |
| 2004        | El cor de la ciutat           | TV3         | Sandra Pi               | 1 episodio       |
| 2005        | Hospital Central              | Telecinco   | Sara                    | 1 episodio       |
| 2006 - 2008 | El cor de la ciutat           | TV3         | Bea Billars             | Papel secundario |
| 2007        | Rumors                        | Canal Nou   | Secretaria              | TV Movie         |
| 2009        | Otra ciudad                   | Canal Nou   | Encargada de peluquería | TV Movie         |
| 2009        | Xadom                         | Vimeo       | Marta                   | 1 episodio       |
| 2015        | Algo que celebrar             | Antena 3    | Louise                  | 2 episodios      |
| 2017        | Laia                          | TV3         | Coja                    | TV Movie         |
| 2017        | El crac                       | TV3         | Miriam Espinguet        | 1 episodio       |
| 2018        | Paquita Salas                 | Netflix     | Regidora de Premios     | 1 episodio       |
| 2018 - 2019 | Vis a vis                     | FOX España  | Goya Fernández          | 16 episodios     |
| 2019        | Terror y feria                | Flooxer     | Montse                  | 1 episodio       |
| 2019        | Vida perfecta                 | Movistar+   | Enfermera               | 1 episodio       |
| 2020; 2023  | Por H o por B                 | HBO España  | Choni                   | 10 episodios     |
| 2020        | Vis a vis: El Oasis           | FOX España  | Goya Fernández          | 8 episodios      |
| 2020        | Válidas                       | Flooxer     | Abogada                 | 1 episodio       |
| 2020        | <i id="mwAko">Benidorm</i>    | Antena 3    | Clienta hotel           | 1 episodio       |
| 2022        | Érase una vez... pero ya no   | Netflix     | Eloísa / Candela        | 6 episodios      |
| 2022        | La que se avecina             | Prime Video | Manoli Prieto           | 1 episodio       |
| 2024        | <i id="mwAmQ">Machos alfa</i> | Netflix     | Olga                    | 6 episodios      |

#### Programas
| Ano  | Título                                   | Canal          | Notas                  |
| ---- | ---------------------------------------- | -------------- | ---------------------- |
| 2006 | La televisión cumple contigo             | La 1           | Convidada              |
| 2007 | ¡Mira quién baila!                       | La 1           | Convidada              |
| 2008 | La nit del cor                           | TV3            | Convidada              |
| 2009 | La mandrágora                            | La 2           | Convidada              |
| 2011 | Ànima                                    | El 33          | Convidada              |
| 2011 | Bestiari il·lustrat                      | El 33          | Convidada              |
| 2012 | Jo què sé!                               | betevé         | Convidada              |
| 2013 | A Escena                                 | betevé         | Convidada              |
| 2015 | Tria33 Extra                             | TV3            | Convidada              |
| 2017 | Bogeria a la pastisseria                 | TV3            | Convidada              |
| 2018 | Operación Triunfo                        | La 1           | Professora             |
| 2018 | La resistencia                           | Movistar Plus+ | Convidada              |
| 2018 | Ilustres ignorantes                      | Movistar Plus+ | Convidada              |
| 2018 | Retratos con alma                        | La 1           | Convidada              |
| 2018 | Días de cine                             | La 2           | Convidada              |
| 2018 | Àrtic                                    | betevé         | Convidada              |
| 2018 | Las Uñas                                 | Flooxer        | Convidada              |
| 2019 | Todo es mentira                          | Cuatro         | Colaboradora           |
| 2019 | Chester in love                          | Cuatro         | Convidada              |
| 2019 | Al cotxe!                                | TV3            | Convidada              |
| 2019 | Terrícoles                               | betevé         | Convidada              |
| 2020 | Persona infiltrada                       | TV3            | Convidada              |
| 2021 | El Faro                                  | Cadena SER     | Convidada              |
| 2021 | La noche de los Oscar                    | Movistar Plus+ | Convidada              |
| 2021 | Rocío: Contar la verdad para seguir viva | Telecinco      | Colaboradora convidada |
| 2022 | Preguntes freqüents                      | TV3            | Convidada              |
| 2022 | Alguna pregunta més?                     | TV3            | Convidada              |
| 2022 | True Story España                        | Prime Video    | Convidada              |
| 2023 | Cinemascomics: Entrevistas               | Cinemascomics  | Convidada              |
| 2023 | 25 palabras                              | Telecinco      | Convidada              |
| 2023 | Reacción en cadena                       | Telecinco      | Convidada              |

## Prêmios
Prêmios Goya
| Ano  | Categoria               | Trabalho nomeado | Resultado |
| ---- | ----------------------- | ---------------- | --------- |
| 2018 | Melhor actriz revelação | Pieles           | Nomeada   |

Prêmios da União de Actores e Actrizes
| Ano  | Categoria               | Trabalho nominado | Resultado |
| 2018 | Melhor actriz revelação | Pieles            | Vencedora |

Prêmios Buenos Aires Vermelho Sangue
| Ano  | Categoria     | Trabalho nominado | Resultado |
| 2018 | Melhor actriz | Matar a Dios      | Vencedora |

Prêmios Creative Rosebud do Festival de Cinema de Calella
| Ano  | Categoria     | Trabalho nominado | Resultado |
| 2018 | Melhor actriz | Matar a Deus      | Vencedora |

Prêmios Fugaz
| Ano  | Categoria     | Trabalho nominado | Resultado |
| ---- | ------------- | ----------------- | --------- |
| 2018 | Melhor actriz | RIP               | Nomeada   |

Prêmios CinEuphoria
| Ano  | Categoria                       | Trabalho nominado | Resultado |
| ---- | ------------------------------- | ----------------- | --------- |
| 2019 | Melhor actriz de curta-metragem | Despondency       | Nomeada   |